# Ausejo de la Sierra
Ausejo de la Sierra é um município da Espanha na província de Sória, comunidade autónoma de Castela e Leão, de área 20,12 km² com população de 64 habitantes (2006) e densidade populacional de 3,18 hab./km².

## Demografia
| Variação demográfica do município entre 1991 e 2004 | Variação demográfica do município entre 1991 e 2004 | Variação demográfica do município entre 1991 e 2004 | Variação demográfica do município entre 1991 e 2004 |
| --------------------------------------------------- | --------------------------------------------------- | --------------------------------------------------- | --------------------------------------------------- |
| 1991                                                | 1996                                                | 2001                                                | 2004                                                |
| 64                                                  | 55                                                  | 64                                                  | 63                                                  |